# Alban Pnishi
Alban Pnishi, född den 20 oktober 1990 i Zürich, Schweiz, är en schweizisk-kosovansk fotbollsspelare (försvarare) som spelar för den israeliska klubben Bnei Sakhnin.

### Fotnoter
1. ↑  GC-Pnishi über Kosovos historischen Punktgewinn «Es kamen alle Emotionen hoch» - Blick.ch